# Alfonso Lista
Alfonso Lista é um município de  terceira classe de renda municipal (d) na província Ifugao, nas Filipinas. De acordo com o censo de 1 de maio  de  2020 possui uma população de 34 061 pessoas e 8 162 domicílios.